# Thomas Eisfeld
Thomas Eisfeld (* 18. ledna 1993, Finsterwalde, Německo) je německý fotbalista, který v současnosti hraje za anglický Fulham.

## Klubová kariéra
Thomas Eisfeld začínal s fotbalem v německých klubech SV Quitt Ankum a Vfl Osnabruck. V roce 2005 se připojil k mládežnickému týmu Borussie Dortmund. V roce 2009 jeho růst zbrzdilo poranění křížových vazů, které mohlo podle slov trenéra ohrozit jeho budoucí fotbalovou kariéru. V sezoně 2011-12 odehrál Eisfeld za tým Borussie do 19 let dvanáct utkání, v nichž vstřelil šest branek. V lednu 2012 přestoupil za částku pohybující se kolem 400 000 liber do anglického Arsenalu. 1. února odehrál první zápas za rezervu Arsenalu, která ve zmíněném utkání porazila Swansea 2-0. V červenci 2014 přestoupil do Fulhamu.